# Bodenreformdenkmal

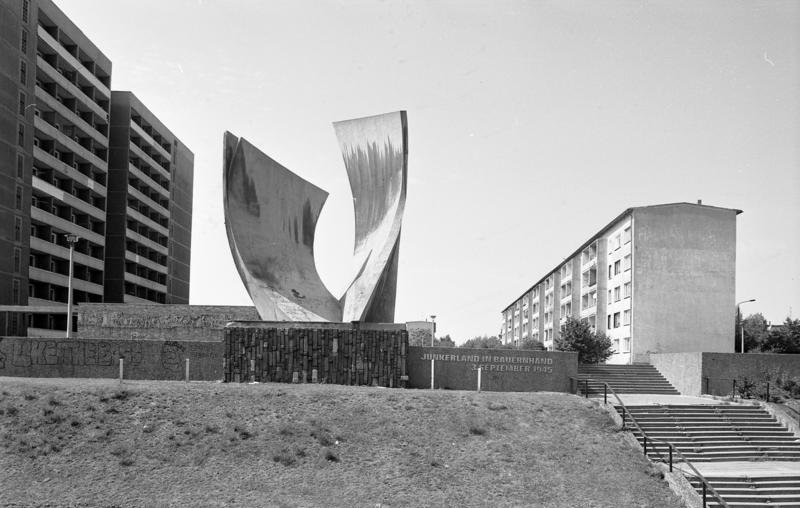
Das ursprüngliche Bodenreformdenkmal vor dem Teilabriss 1993

Das Bodenreformdenkmal oder auch Denkmal der demokratischen Bodenreform ist ein denkmalgeschütztes Denkmal in der Stadt Merseburg in Sachsen-Anhalt. Im örtlichen Denkmalverzeichnis ist es mit der Erfassungsnummer 094 20290 als Baudenkmal verzeichnet.

## Allgemeines
Bodenreformdenkmäler wurden ab 1945 in allen größeren Städten der Deutschen Demokratischen Republik als Erinnerungsstätte an die Bodenreform in der Sowjetischen Besatzungszone errichtet. Der Rest des Bodenreformdenkmals in Merseburg befindet sich westlich vom Thomas-Müntzer-Ring.

## Gestaltung und Geschichte
Vom ursprünglichen Denkmal ist heute nur die Plattform für das eigentliche Denkmal erhalten geblieben. Beim Bodenreformdenkmal handelte es sich um eine Betonskulptur, ähnlich den Fahnenmonumenten in Halle und in Magdeburg, mit einer Inschrift. Es wurde durch das Künstlerkollektiv Gerhard Lichtenfeld, Martin Wetzel, Berndt, Gebhardt, Kurzawa und Rex 1970 errichtet, von denen Lichtenfeld auch an den Fäusten auf dem Riebeckplatz in Halle (1968) beteiligt war. 1993 entschied man sich für einen Teilabriss des Denkmales, auch die Inschrift wurde entfernt.